# پریاموس
پریاموس یا پریام (به یونانی: Πρίαμος)، در اسطوره‌های یونان، پادشاه تروآ است.
پسر لائومدون و سترومو بود. با هکابه ازدواج کرد و از جمله فرزندانش هکتور، کاساندرا، و پاریس هستند. با نابودی تروا او نیز جان داد.
در اسطوره‌شناسی یونانی، پریاموس، پادشاه اساطیری تروآ (شهر) در طول جنگ تروآ، ظاهراً ۱۸ دختر و ۶۸ پسر داشت. پریام چندین همسر داشت، زن اصلی هکابه، دختر دیماس یا سیسئوس، و چند صیغه که فرزندان او را به دنیا آوردند. فهرست کاملی وجود ندارد، اما بسیاری از آنها در اسطوره‌های مختلف یونانی ذکر شده‌اند. تقریباً همه فرزندان پریام در جریان جنگ یا اندکی پس از آن توسط یونانیان کشته شدند.